# Prospekt Pobedy
Prospekt Pobedy (in russo:Проспект Победы) è una stazione situata sulla Linea Central'naja, la linea 1 della Metropolitana di Kazan. È stata inaugurata il 29 dicembre 2008 e all'apertura era una dei capolinea.